# Vladimir Bartol
Vladimir Bartol (Trieste, 24 de febrero de 1903-Liubliana, 12 de septiembre de 1967) fue un escritor esloveno, conocido principalmente por su novela Alamut. Además fue psicólogo, filósofo, biólogo, estudioso de las religiones, profesor de universidad y redactor en revistas, pero, sobre todo, demostró ser un defensor de la libertad de pensamiento que rechazó tanto la intolerancia política de los gobernantes como la cobardía social de quienes la toleraron.

## Biografía
Nació en la población de San Giovanni (Sveti Ivan en esloveno), hoy en día un barrio de la ciudad Trieste, que en aquella época formaba parte del Imperio austrohúngaro. Fue el tercero de los siete hijos del empleado de correos Gregor Bartol y de la maestra y escritora Marica Bartol-Nadlišek, editora de la primera revista eslovena para mujeres, Slovenka. Sus padres quisieron darle una educación muy abierta. La madre introdujo al joven Vladimir en la pintura y el padre en la biología. En sus novelas autobiográficas se describe a sí mismo como un niño muy sensible aunque un poco extraño, con un fantasía muy desarrollada e interesado en una gran variedad de materias: la biología, la filosofía, la psicología, el arte y, naturalmente, la literatura.
Vladimir Bartol estudió el bachillerato en la ciudad de Trieste. En 1921, a la hora de entrar en la universidad eligió Liubliana y allí se formó en  biología y filosofía. Se graduó con la tesis, Factores que permiten a los organismos reaccionar razonablemente a los impulsos externos. En 1925 viajó hasta París para estudiar psicología en la Sorbona con una beca.
En 1928 sirvió en el ejército yugoslavo en Petrovaradin. Entre 1933 y 1934 vivió en Belgrado donde trabajó en la publicación Semanario esloveno de Belgrado. Después volvió a Liubliana. Durante la Segunda Guerra Mundial luchó junto los partisanos eslovenos. Al finalizar la contienda volvió a Trieste, su ciudad natal, donde vivió un decenio, entre 1946 y 1956.

## Obra
Traductor de Nietzsche y seguidor de Freud, eligió el esloveno para escribir teatro, críticas de arte y novelas. Fue un escritor poco prolífico y algunas de sus obras se han publicado mucho después de su muerte, como el cuento Don Lorenzo de Spadoni (1927, impreso en 1985), notable por su estilo arcaísmo poético y el nihilismo de su personaje central, o Milagro en la aldea (Čudež na vasi) no fue publicada hasta 1984.
Su obra más conocida es Alamut (1938), por la que recibió el Premio Nacional (yugoslavo)] de Literatura en 1940, aunque tuvo que esperar varias décadas para que se la reconociera internacionalmente y tradujera a otros idiomas.

## Publicaciones
- López (1932, obra de teatro).
- Al Araf (1935, conjunto de relatos).
- Alamut (1938, novela), traducida a varios idiomas, entre ellos español (1989).
- Tržaške humoreske (1957, conjunto de relatos).
- Don Lorenzo de Spadoni (1985, novela).
- Mladost pri Svetem Ivanu (2001, autobiografía).

- Datos: Q351683
- Multimedia: Vladimir Bartol / Q351683